# Lasha Shindagoridze
Lasha Shindagoridze (in georgiano ლაშა შინდაგორიძე?; Tbilisi, 30 gennaio 1993) è un ex calciatore georgiano, di ruolo centrocampista.

## Palmarès

### Club

#### Competizioni nazionali
- Campionato bielorusso: 1

Šachcër Salihorsk: 2020